# Ян Фруде Андерсен
Ян Фруде Андерсен (норв. Jan Frode Andersen; нар. 29 серпня 1972) — колишній норвезький тенісист.
Найвищу одиночну позицію світового рейтингу — 135 місце досяг 29 березня 1999, парну — 295 місце — 14 липня 2003 року.
Здобув 3 одиночні титули.
Найвищим досягненням на турнірах Великого шолома було 2 коло в одиночному розряді.
Завершив кар'єру 2005 року.

## Фінали ATP Челленджер і ITF Ф'ючерс

### Одиночний розряд: 12 (5–7)
| Легенда              |
| -------------------- |
| ATP Челленджер (3–7) |
| ITF Ф'ючерс (2–0)    |

| Фінали за покриттям |
| ------------------- |
| Тверде (0–0)        |
| Ґрунт (5–7)         |
| Трава (0–0)         |
| Килим (0–0)         |

| Результат | В-П | Дата     | Турнір                          | Рівень     | Покриття | Суперник                  | Рахунок                  |
| --------- | --- | -------- | ------------------------------- | ---------- | -------- | ------------------------- | ------------------------ |
| Перемога  | 1-0 | Вер 1997 | Будапешт, Угорщина              | Челленджер | Ґрунт    | Франсіску Коста           | 7–6(7–1), 2–6, 6–2       |
| Поразка   | 1-1 | Чер 1998 | Фюрт, Німеччина                 | Челленджер | Ґрунт    | Крістіан Рууд             | 4–6, 5–7                 |
| Поразка   | 1-2 | Вер 1998 | Единбург, Велика Британія       | Челленджер | Ґрунт    | Томас Нюдаль              | 4–6, 1–6                 |
| Поразка   | 1-3 | Жов 1998 | Барселона, Іспанія              | Челленджер | Ґрунт    | Фернандо Вісенте          | 3–6, 3–6                 |
| Перемога  | 2-3 | Тра 2000 | Німеччина F2, Есслінген         | Ф'ючерс    | Ґрунт    | Ніколя Томанн             | 3–6, 6–3, 6–4            |
| Поразка   | 2-4 | Тра 2000 | Самарканд, Узбекистан           | Челленджер | Ґрунт    | Михайло Южний             | 6–7(7–9), 6–2, 6–7(8–10) |
| Перемога  | 3-4 | Лип 2000 | Айзенах, Німеччина              | Челленджер | Ґрунт    | Франсіску Коста           | 7–6(7–5), 6–3            |
| Поразка   | 3-5 | Вер 2000 | Фройденштадт, Німеччина         | Челленджер | Ґрунт    | Міхал Табара              | 4–6, 4–6                 |
| Перемога  | 4-5 | Тра 2001 | Німеччина F2, Есслінген         | Ф'ючерс    | Ґрунт    | Йоахім Йоханссон          | 5–3 ret.                 |
| Перемога  | 5-5 | Чер 2003 | Фюрт, Німеччина                 | Челленджер | Ґрунт    | Оскар Ернандес            | 2–6, 6–2, 6–2            |
| Поразка   | 5-6 | Лип 2003 | Целль-на-Гармерсбасі, Німеччина | Челленджер | Ґрунт    | Янко Типсаревич           | 6–7(1–7), 7–5, 4–6       |
| Поразка   | 5-7 | Вер 2004 | Фройденштадт, Німеччина         | Челленджер | Ґрунт    | Сантьяго Вентура Бертомеу | 3–6, 6–1, 3–6            |

### Парний розряд: 6 (0–6)
| Легенда              |
| -------------------- |
| ATP Челленджер (0–5) |
| ITF Ф'ючерс (0–1)    |

| Фінали за покриттям |
| ------------------- |
| Тверде (0–1)        |
| Ґрунт (0–5)         |
| Трава (0–0)         |
| Килим (0–0)         |

| Результат | В-П | Дата     | Турнір                          | Рівень     | Покриття | Партнер        | Суперники                                      | Рахунок                 |
| --------- | --- | -------- | ------------------------------- | ---------- | -------- | -------------- | ---------------------------------------------- | ----------------------- |
| Поразка   | 0–1 | Сер 2002 | Ґрац, Австрія                   | Челленджер | Тверде   | Олівер Марах   | Маріуш Фирстенберг Марцін Матковський          | 3–6, 4–6                |
| Поразка   | 0–2 | Вер 2002 | Будапешт, Угорщина              | Челленджер | Ґрунт    | Олівер Гросс   | Пол Бакканелло Серхіо Ройтман                  | 4–6, 7–6(7–5), 5–6 ret. |
| Поразка   | 0–3 | Лис 2002 | Іспанія F19, Гран-Канарія       | Ф'ючерс    | Ґрунт    | Стіан Боретті  | Карлос Мартінес-Комет Херман Пуентес-Альканьїс | 3–6, 6–7(4–7)           |
| Поразка   | 0–4 | Лип 2003 | Целль-на-Гармерсбасі, Німеччина | Челленджер | Ґрунт    | Олівер Марах   | Карстен Браш Франц Штаудер                     | 3–6, 6–4, 3–6           |
| Поразка   | 0–5 | Вер 2003 | Ашаффенбург, Німеччина          | Челленджер | Ґрунт    | Філіпп Пецшнер | Карстен Браш Франц Штаудер                     | 4–6, 5–7                |
| Поразка   | 0–6 | Чер 2005 | Фюрт, Німеччина                 | Челленджер | Ґрунт    | Юган Ландсберг | Амір Хадад Харел Леві                          | 1–6, 2–6                |

## Часовий графік результатів
| W | Ф | ПФ | ЧФ | #Р | КТ | К# | DNQ | A | NH |

### Одиночний розряд
| Турніри Великого шлему                 |     |     |     |     |     |     |     |     |       |     |     |
| Відкритий чемпіонат Австралії з тенісу |     | К3р | К1р | К1р | К2р | К1р | К2р | К1р | 0 / 0 | 0–0 | –   |
| Відкритий чемпіонат Франції з тенісу   | К1р | К1р | К1р | 2р  | К1р |     | К2р | К2р | 0 / 1 | 1–1 | 50% |
| Вімблдонський турнір                   |     |     | К1р | К1р | К1р |     | К1р | К1р | 0 / 0 | 0–0 | –   |
| Відкритий чемпіонат США з тенісу       |     |     |     | К1р | К1р | К2р |     |     | 0 / 0 | 0–0 | –   |
| В-П                                    | 0–0 | 0–0 | 0–0 | 1–1 | 0–0 | 0–0 | 0–0 | 0–0 | 0 / 1 | 1–1 | 50% |
| Тур ATP Мастерс 1000                   |     |     |     |     |     |     |     |     |       |     |     |
| Індіан-Веллс                           |     |     |     |     | К1р |     | К1р |     | 0 / 0 | 0–0 | –   |
| Відкритий чемпіонат Маямі з тенісу     |     | 1р  |     |     |     |     | К1р |     | 0 / 1 | 0–1 | 0%  |
| Монте-Карло                            |     | К1р |     |     |     |     |     |     | 0 / 0 | 0–0 | –   |
| Париж                                  |     |     |     |     |     | К1р |     |     | 0 / 0 | 0–0 | –   |
| В-П                                    | 0–0 | 0–1 | 0–0 | 0–0 | 0–0 | 0–0 | 0–0 | 0–0 | 0 / 1 | 0–1 | 0%  |